# 太地社
太地社は、大正時代に小樽洋画研究所の研究所員が母体となって設立した小樽ではじめての大きな美術団体。

## 歴史
小樽では1916年（大正5年）に長谷川昇、小寺健吉、工藤三郎の3人に影響を受けた三浦鮮治が実弟の兼平英示とともに小樽洋画研究所を設立。小樽洋画研究所では中野五一や中村善策らも学んでおり北海道美術界の一大拠点に発展していた。
これらの小樽洋画研究所の研究所員によって公募展設立の機運が高まり太地社が結成された。命名は大月源二によるとされ、太陽の「太」と地球の「地」にちなんだものとされる。設立メンバーには以上の工藤、三浦、中野、中村、大月のほか、兼平英示や谷吉二郎らがいた。
太地社は同人展として出発したが、第5回展で公募展となり全道から500点を越える作品が集まった。この頃には全道で公募展設立の動きが広がり、太地社のメンバーや札幌の画家たちを中心に1925年（大正14年）に北海道美術協会（道展）が結成され、太地社は第6回展を最後に幕を閉じた。